# Dorothy Wanja Nyingi

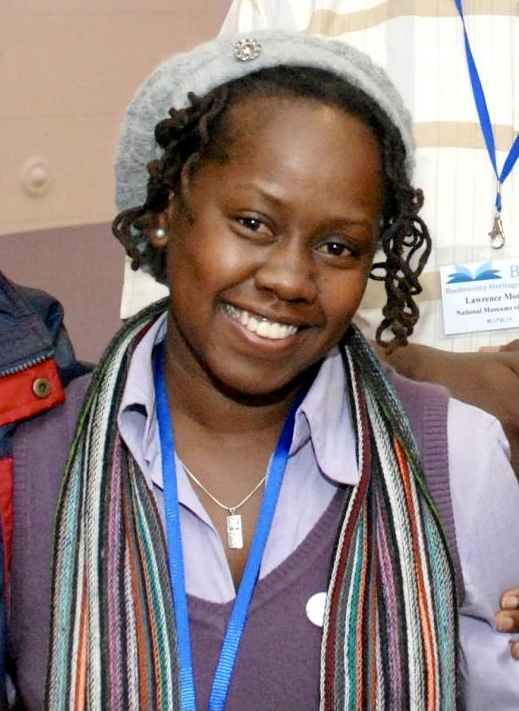
Dorothy Wanja Nyingi in 2011

Dorothy Wanja Nyingi (* 1974) ist eine kenianische Ichthyologin. Sie ist Leiterin der Abteilung Ichthyologie der Nationalmuseen von Kenia und Ordensträgerin des französischen Ordre des Palmes académiques (Orden der Akademischen Palmen) für ihre Arbeit über Fischbiodiversität und aquatische Ökologie. Dorothy Wanja Nyingi hat das erste Handbuch über Süßwasserfische in Kenia veröffentlicht: Guide to the Common Freshwater Fishes of Kenya. Die kenianische Süßwasserökologin arbeitet mit einem Fokus auf gemeinschaftsorientiertem Naturschutz.

## Akademische Laufbahn und Forschung
1998 erwarb Dorothy Wanja Nyingi einen Bachelor of Science in Zoologie an der Universität von Nairobi und 2002 einen Master of Science in Hydrobiologie an der Universität von Nairobi. Sie beforschte die morphologische und genetische Vielfalt von Nilbarschen in Afrika an der Universität Montpellier II, wo sie 2004 einen Master of Science und 2007 einen Doktortitel in Ökologie und Evolutionsbiologie erwarb.
Für ihr Studium in Frankreich erhielt sie ein Stipendium der französischen Regierung, das vom Institut für Forschung und Entwicklung vermittelt wurde.
Sie hat sehr viel in der Region des Victoriasees geforscht. Ihr Forschungsschwerpunkt liegt auf dem Tilapia, dem Nilbarsch, auch Viktoriabarsch.
An ihrer Forschungsarbeit ist ein größeres multidisziplinäres Team beteiligt, das sich mit Feuchtgebieten und aquatischen Ökosystemen beschäftigt: das Kenya Wetlands Biodiversity Research Team.

## Wirken
Dorothy Wanja Nyingi ist Partnerin der Internationalen Partnerschaft für die Satoyama Initiative (IPSI). Die IPSI fördert die Zusammenarbeit bei der Erhaltung und Wiederherstellung nachhaltiger, vom Menschen beeinflusster Naturlandschaften (Socio-Ecological Production Landscapes and Seascapes: SEPLS) durch eine breitere globale Anerkennung ihres Wertes. Dort vertritt Dorothy Wanja Nyingi sowohl KENWEB (The Kenya Wetlands Biodiversity Research Team) als auch die Nationalmuseen von Kenia.

## Veröffentlichungen (Auswahl)
- Species of the cyprinid genus Garra in Mount Kenya, East Africa: Species delineation, taxonomy and historical biogeography DOI:10.1111/zsc.12626 (2023)
- Genetic diversity of a cichlid fish population after 100 years of isolation DOI:10.1111/aje.13144 (2023)
- Identifying and Conserving Tilapiine Cichlid Species in the Twenty-First Century DOI:10.1007/978-94-024-2080-7_9 (2021)
- Freshwater Ecology of Kenyan Highlands and Lowlands DOI:10.1016/B978-0-444-59559-1.00016-5 (2013)
- Genetic characterization of an unknown and endangered native population of the Nile tilapia Oreochromis niloticus (Linnaeus, 1758) (Cichlidae; Teleostei) in the Loboi Swamp (Kenya) DOI:10.1016/j.aquaculture.2009.09.017 (2009)